# العلاقات الهندية القطرية
العلاقات الهندية القطرية هي العلاقات الثنائية التي تجمع بين الهند وقطر.

## مقارنة بين البلدين
هذه مقارنة عامة ومرجعية للدولتين:
| وجه المقارنة                                              | الهند                       | قطر           |
| --------------------------------------------------------- | --------------------------- | ------------- |
| المساحة (كم2)                                             | 3.29 مليون                  | 11.44 ألف     |
| عدد السكان (نسمة)                                         | 1.35 مليار                  | 2.64 مليون    |
| الكثافة السكانية (ن./كم²)                                 | 410.33                      | 230.77        |
| العاصمة                                                   | نيودلهي                     | الدوحة        |
| اللغة الرسمية                                             | اللغة الهندية، لغة إنجليزية | اللغة العربية |
| العملة                                                    | روبية هندية                 | ريال قطري     |
| الناتج المحلي الإجمالي (بليون دولار)                      | 2.60 تريليون                | 167.61 مليار  |
| الناتج المحلي الإجمالي (تعادل القوة الشرائية) بليون دولار | 8.00 تريليون                | 316.40 مليار  |
| الناتج المحلي الإجمالي الاسمي للفرد دولار أمريكي          | 1.60 ألف                    | 73.65 ألف     |
| الناتج المحلي الإجمالي للفرد دولار أمريكي                 | 5.70 ألف                    | 141.54 ألف    |
| مؤشر التنمية البشرية                                      | 0.609                       | 0.850         |
| رمز المكالمات الدولي                                      | +91                         | +974          |
| رمز الإنترنت                                              | .in، .भारत ‏، .بھارت ‏،        | .qa           |
| المنطقة الزمنية                                           | ت ع م+05:30، توقيت الهند    | ت ع م+03:00   |

## منظمات دولية مشتركة
يشترك البلدان في عضوية مجموعة من المنظمات الدولية، منها:
| علم المنظمة | اسم المنظمة                        | تاريخ انضمام الهند | تاريخ انضمام قطر |
| ----------- | ---------------------------------- | ------------------ | ---------------- |
|             | يونسكو                             | 4 نوفمبر 1946      | 27 يناير 1972    |
|             | مؤسسة التمويل الدولية              | 20 يوليو 1956      | 11 أكتوبر 2008   |
|             | منظمة حظر الأسلحة الكيميائية       | ?                  | ?                |
|             | منظمة التجارة العالمية             | 1995               | ?                |
|             | وكالة ضمان الاستثمار متعدد الأطراف | 6 يناير 1994       | 22 أكتوبر 1996   |
|             | الاتحاد البريدي العالمي            | ?                  | ?                |
|             | منظمة الشرطة الجنائية الدولية      | ?                  | ?                |
|             | الأمم المتحدة                      | 30 أكتوبر 1945     | 21 سبتمبر 1971   |
|             | الاتحاد الدولي للاتصالات           | 1869               | 27 مارس 1973     |
|             | البنك الدولي للإنشاء والتعمير      | 27 ديسمبر 1945     | 25 سبتمبر 1972   |
|             | المنظمة الهيدروغرافية الدولية      | ?                  | ?                |

## أعلام
هذه قائمة لبعض الشخصيات التي تربطها علاقات بالبلدين:
- جورج جوزيف (دبلوماسي هندي، 1951 – 1 يونيو 2017)

## وصلات خارجية
- موقع وزارة الخارجية الهندية
- موقع وزارة الخارجية القطرية